# オチビサン
『オチビサン』は、安野モヨコによる漫画作品。『朝日新聞』にて、2007年4月から2014年3月まで連載。その後、『AERA』（朝日新聞出版）に移籍し、2014年5月5日・12日合併号から2019年12月23日号まで連載された。単行本は全10巻。

## 概要
主人公・オチビサンを中心に、日本の四季の移ろいと生活を描く、フルカラーの1ページ漫画。ほのぼのしたストーリー、やわらかな色彩（ポショワール）で人気を集めた。
『朝日新聞』では毎週月曜の生活面に掲載。単行本第1巻〜第4巻には、リチャード・バーガーによる英訳も収録。
『AERA』版では着色は水彩画風（和紙に線画をコピーし、手作業でマスキングして、版画する）に変更されたが、その後再びポショワール技法へと変更された。

## 内容
明るく元気なオチビサンは、いつも遊びに大忙し。仲良しで読書家の犬・ナゼニ、食いしん坊のパンくいや猫の「落書きジャック」、背筋のぴんと伸びたおじい、ふしぎな友達シロッポイ、迷子のうさぎのアカメちゃん、へびくん……鎌倉のどこかにある豆粒町（まめつぶちょう）には、ゆかいな仲間がいっぱい。春はお花見、夏はアサガオ観察、秋はどんぐり拾い、冬はおしくらまんじゅう。ささやかながら確かな幸せが、そこにはある。

## 書誌情報
- 安野モヨコ『オチビサン』 朝日新聞出版、全10巻
  1. 2008年8月20日発売[4]、ISBN 978-4-02-250464-7
  2. 2009年8月7日発売[5][6]、ISBN 978-4-02-250625-2
  3. 2010年8月6日発売[7][8]、ISBN 978-4-02-250772-3
  4. 2011年8月19日発売[9]、ISBN 978-4-02-250888-1
  5. 2012年12月20日発売[10]、ISBN 978-4-02-251005-1
  6. 2014年1月21日発売[11]、ISBN 978-4-02-251130-0
  7. 2014年11月20日発売[12]、ISBN 978-4-02-251233-8
  8. 2016年9月7日発売[13]、ISBN 978-4-02-251385-4
  9. 2019年7月5日発売[14]、ISBN 978-4-02-251629-9
  10. 2021年6月18日発売[15]、ISBN 978-4-02-251690-9

## 絵本
安野モヨコによる描き下ろしで『オチビサンのひみつのはらっぱ』が講談社から2014年5月28日に発売された。文は松田素子が担当した。
- 原作・絵：安野モヨコ、文：松田素子 『オチビサンの ひみつの はらっぱ』 講談社〈講談社の創作絵本〉、2014年5月28日発売[17]、ISBN 978-4-06-132575-3

## テレビ

### てれび絵本
NHK Eテレ『てれび絵本』の題材として2014年5月より季節に合わせて「春編」「夏編」「秋編」「冬編」と1年に渡り全8回（各季節につき前後編の2回シリーズ）、2015年2月には派生絵本作品「オチビサンのひみつのはらっぱ」を前後編2回、年間10回シリーズで放送された。ナレーションは安田成美が、音楽は日下義昭がそれぞれ担当した。

### テレビアニメ
2023年10月8日（7日深夜）から2024年3月31日（30日深夜）まで、NHK総合で5分枠のショートアニメとして、土曜日付けミッドナイトチャンネル枠の長編アニメーション枠（25-30分）に続く5分枠（ただし2023年10月は24時丁度から放送）で放送された。

#### キャスト
- オチビサン - 塙真奈美[19]
- ナゼニ - 岡本信彦[19]
- パンくい - 井澤詩織[19]
- おじい - 茶風林[19]
- シロッポイ - 久野美咲[19]
- ジャック - 後藤ヒロキ[19]
- アカメちゃん - 小倉唯[19]
- ヘビくん - 越後屋コースケ[19]

#### スタッフ
- 原作 - 安野モヨコ[19]
- 監督 - 鬼塚大輔[19]、釣井省吾[19]
- 演出 - 吉邉尚希[19]、新子太一[19]、小林彩[19]、どろみず[19]
- CGアニメーションディレクター - 石川将輝[19]、山内智史[19]、給田洋[19]
- 3Dキャラクターモデリング - 若月薪太郎[19]、山内研[19]、鈴木貴志[19]、齋藤弘光[19]
- 美術 - 矢口聖奈[19]
- 色彩設計 - 平塚のぞみ[19]
- 撮影監督 - 酒井淳子[19]
- 編集 - 木村佳史子[19]
- 映像技術 - 藤森康平
- 音響監督 - 山田陽[19]
- 効果 - 野崎博樹[19]
- 録音 - 鶴巻慶典[19]
- 音楽 - 神前暁[19]
- 制作統括 - 坂田淳、土橋圭介、奥田誠治、三上義之、緒方智幸
- プロデューサー - 寺西史、川島正規
- アニメーションプロデューサー - 桑原誠
- シリーズ構成・脚本・アニメーション制作 - スタジオカラー[19]
- 制作・著作 - NHK[19]、豆粒町内会（NHKエンタープライズ、松竹、東北新社、スタジオカラー）[19]

#### 主題歌
「ロマンティーク」
森山直太朗の作曲・歌唱による主題歌。作詞は内田也哉子。

#### 各話リスト
| 話数   | 画コンテ   | 演出     | 初放送日       |
| ------ | ---------- | -------- | -------------- |
| 第1話  | 新垣れいみ | 吉邉尚希 | 2023年 10月8日 |
| 第2話  | どろみず   | 吉邉尚希 | 10月22日       |
| 第3話  | 松井祐亮   | 吉邉尚希 | 10月29日       |
| 第4話  | 岩本晶     | 吉邉尚希 | 11月5日        |
| 第5話  | 吉邉尚希   | 吉邉尚希 | 11月12日       |
| 第6話  | 梅津朋美   | 吉邉尚希 | 11月19日       |
| 第7話  | 新垣れいみ | 吉邉尚希 | 11月26日       |
| 第8話  | 赤羽祐香   | 吉邉尚希 | 12月10日       |
| 第9話  | 岩本晶     | 吉邉尚希 | 12月17日       |
| 第10話 | 梅津朋美   | 吉邉尚希 | 12月24日       |
| 第11話 | 鬼塚大輔   | 吉邉尚希 | 2024年 1月7日  |
| 第12話 | 吉邉尚希   | 吉邉尚希 | 1月14日        |
| 第13話 | 釣井省吾   | 小林彩   | 1月21日        |
| 第14話 | どろみず   | 小林彩   | 1月28日        |
| 第15話 | どろみず   | 小林彩   | 2月4日         |
| 第16話 | らっパル   | 小林彩   | 2月11日        |
| 第17話 | どろみず   | どろみず | 2月18日        |
| 第18話 | どろみず   | どろみず | 2月25日        |
| 第19話 | 新垣れいみ | 新子太一 | 3月3日         |
| 第20話 | どろみず   | 新子太一 | 3月10日        |
| 第21話 | らっパル   | 新子太一 | 3月17日        |
| 第22話 | 岩本晶     | 新子太一 | 3月24日        |
| 第23話 | 梅津朋美   | 新子太一 | 3月31日        |
| 第24話 | 吉邉尚希   | 新子太一 | 3月31日        |

#### 放送局
NHK総合にて2023年10月8日（7日深夜）午前0:00 - 0:05より初回放送を開始し、以降土曜深夜のミッドナイトチャンネルの長編アニメ枠（25-30分）に続く形で2024年3月31日（30日深夜）まで随時放送された。
| 配信開始日     | 配信時間        | 配信サイト                                                                    |
| -------------- | --------------- | ----------------------------------------------------------------------------- |
| 2023年10月11日 | 水曜 12:00 更新 | U-NEXT Amazon Prime Video アニメ放題 ドコモ・アニメストア DMM TV              |
| 2023年10月17日 | 火曜 0:00 更新  | Hulu FOD TELASA J:COMオンデマンド メガパック milplus auスマートパスプレミアム |
|                | 火曜 12:00 更新 | HAPPY☆動画                                                                    |
|                | 火曜 18:00 更新 | バンダイチャンネル                                                            |
| 2023年10月19日 | 木曜 12:00 更新 | ふらっと動画                                                                  |

#### BD
| 発売日        | 収録話         | 規格品番  |
| ------------- | -------------- | --------- |
| 2024年5月29日 | 第1話 - 第24話 | SHBR-0729 |

## 日本アニメ（ーター）見本市
日本アニメ（ーター）見本市の第18話として2015年4月17日に公開された。監督・脚本は川村真司、作画アニメーションはスタジオカラー、ストップモーションはドワーフ、音楽はインビジブルデザインズラボ、制作は太陽企画。

## コラボレーション
日本全国の松竹マルチプレックスシアターズ（SMT）系映画館では、2023年12月8日から2024年3月28日までの期間限定で、スタジオカラー制作の3DCGアニメによる『オチビサン』の劇場マナーCMが上映される。